# Schloss Neuburg (Limburg)

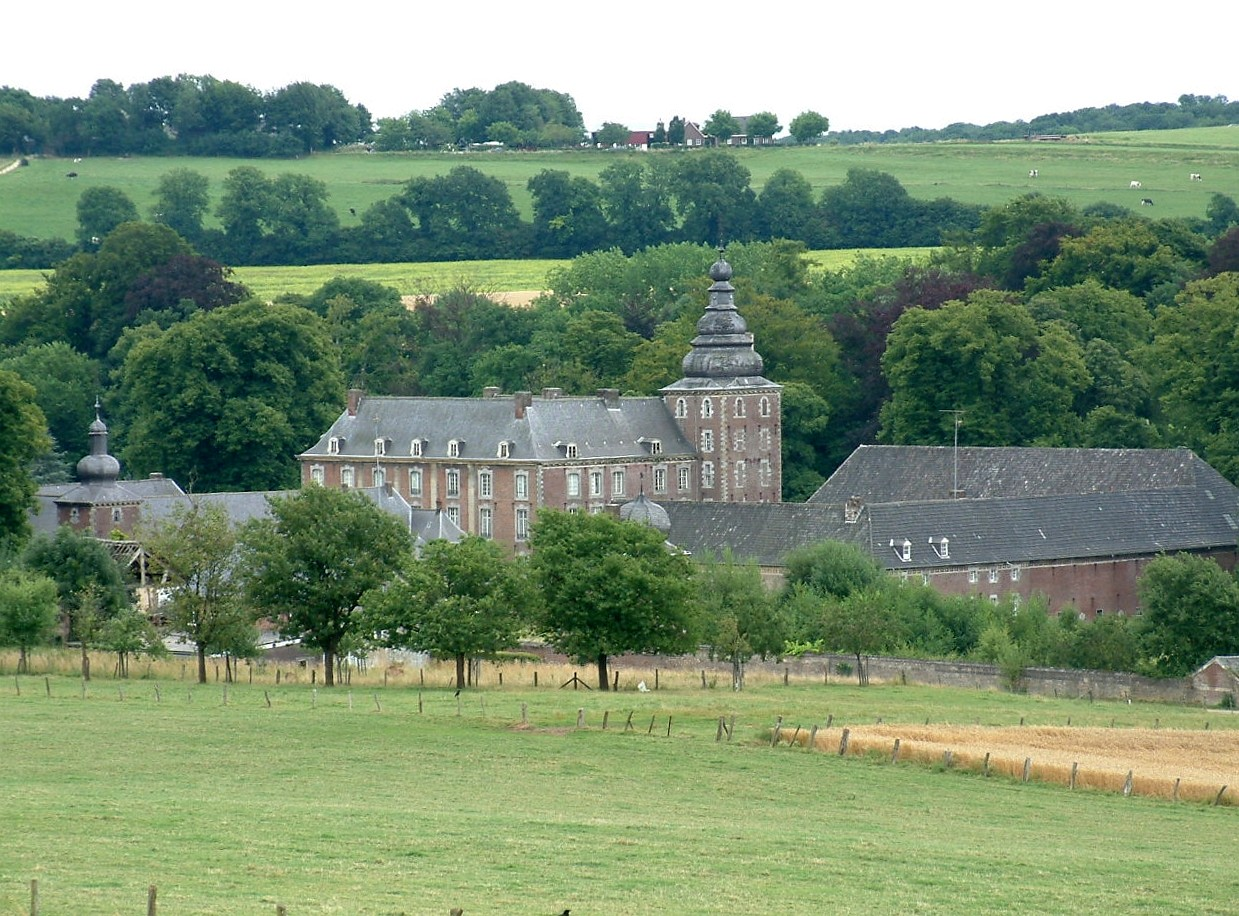
Schloss Neuburg, Ansicht von Nordwesten

Das Schloss Neuburg (niederländisch Kasteel Neubourg) steht südlich von Gulpen in der niederländischen Provinz Limburg. Es geht auf eine mittelalterliche Burg zurück, die im 14. Jahrhundert durch einen Neubau ersetzt und im 17. Jahrhundert von der Familie van Eynatten zu einem Renaissanceschloss umgebaut wurde. Unter den nachfolgenden Besitzern kam es zu weiteren Veränderungen; allein im 18. Jahrhundert wurde das Schloss dreimal umgebaut. 1813 fiel die Anlage durch Erbschaft an die Familie de Marchant et dʼAnsembourg, die es noch bis in das 20. Jahrhundert als Wohnsitz nutzte. Nach dem Zweiten Weltkrieg als Hotel-Restaurant geführt, stand das Wasserschloss nach Schließung des Betriebs lange leer. Heutige Eigentümerin ist die Familie Dassen, die das Schloss 1978 erwarb und die Gebäude seit Juni 2004 aufwändig restaurieren lässt.
Die Schlossanlage besteht aus einem Herrenhaus und zwei Vorburgen, die von einem großen englischen Landschaftsgarten umgeben sind. Die Anlage steht samt Schlosspark und diversen Nebengebäuden seit dem 13. Dezember 2004 als Rijksmonument unter Denkmalschutz.

## Geschichte
Die heutige Anlage hatte vermutlich zwei Vorgänger an anderer Stelle. Die ältere war die Motte Burggraf (auch „Alte Burg“ genannt) nördlich von Gulpen an der alten Römerstraße von Maastricht nach Aachen, die an einer Furt der Gulp stand. Seine Rechte daran verkaufte der Graf Rainald II. von Geldern 1288 an das Haus Luxemburg. Die Motte war wahrscheinlich Sitz einer Familie, deren Mitglieder sich nach der Burg van Gulpen nannten und Vasallen des Limburger Herzogs waren. Der jüngere Vorgänger war hingegen eine mittelalterliche Burg am südlichen Ufer der Gulp, die indirekt 1289 mit einem Wijnand de Nuenborg urkundlich erwähnt wurde. Aus der Nennung ist ersichtlich, dass die zweite Vorgängeranlage durch einen Neubau („nieuwe borg“ bedeutet „neue Burg“) ersetzt worden war. Diese neue Anlage erwarb Arnold II. von Julémont mit dem zugehörigen Land 1301 und nannte sich danach Herr von Wittem und Nieuwenborgh. Seine Burg wurde 1312 als „Nuwe Berghe“ als brabantisches Lehen erwähnt und bestand aus einem Südflügel mit gleichen Ausmaßen wie der heutige Gebäudetrakt und einem Westflügel, der kürzer und schmaler als der heutige Westtrakt war.
Arnolds Nachfolger war Gerard von Julémont, der von seinem Neffen Arnold von Sippenaken beerbt wurde. Dieser verkaufte den Besitz 1355 an Tilman von Ophem, der ihn wiederum seinem Neffen Jan von Eppenrath hinterließ. 1398 gelangte die Burg schließlich an Eppenraths Schwiegersohn Jan van Eynatten, dessen Familie mit einer kurzen Unterbrechung von 1664 bis 1690 über 300 Jahre lang Besitzerin der Anlage blieb. Adolf van Eynatten wurde 1635 gemeinsam mit seinen beiden Brüdern Jan und Wijnand in den Adelsstand erhoben und baute – wohl um seiner neuen sozialen Position Ausdruck zu verleihen – am Ort der Burg ein Schloss im Stil der Maasländischen Renaissance. Die Arbeiten zu dem Bau mit U-förmigem Grundriss fanden aller Wahrscheinlichkeit nach in der relativ ruhigen Zeit zwischen 1636 und 1644 statt, als das Land als Teil der Spanischen Niederlande fest in Händen der spanischen Krone war.

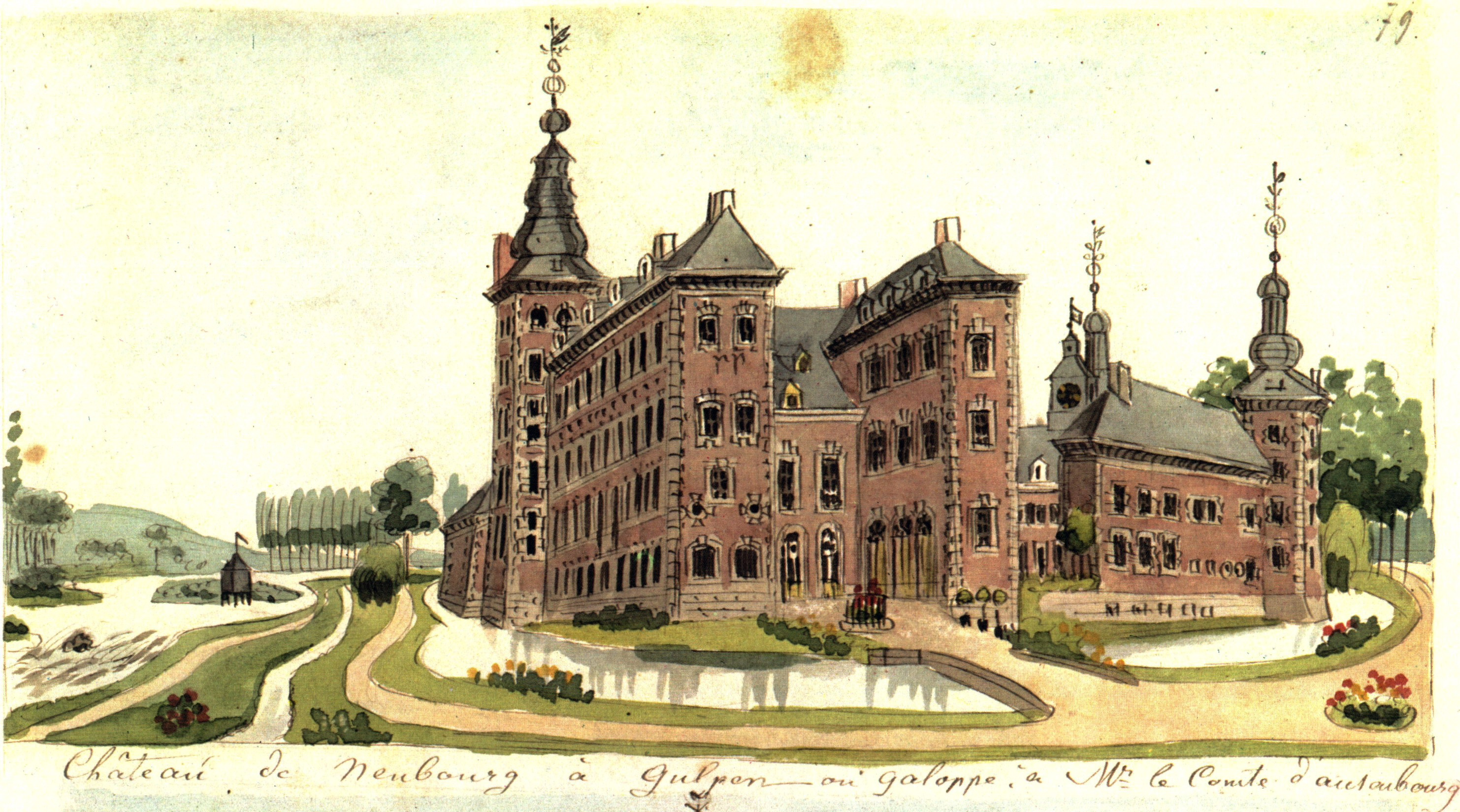
Schloss Neuburg auf einem Aquarell Philippus van Gulpens

1716 veräußerte der als Kammerherr in kurpfälzischen Diensten stehende Jean Philippe de Eynatten das Schloss an den Aachener Tuchfabrikanten Johann Adam von Clermont, der vermutlich direkt nach dem Ankauf Laurenz Mefferdatis mit Veränderungen beauftragte und 1717 dort den russischen Zaren Peter den Großen empfing. Clermonts Witwe verkaufte das Schloss 1732 an den Reichsgrafen Ferdinand von Plettenberg. Er ließ es durch die Baumeister Johann Conrad Schlaun, Johann Joseph Couven und die Brüder Klausener umbauen und modernisieren. Rund 15.000 Écus ließ sich der Erbmarschall des Kölner Kurfürsten die Bauarbeiten kosten, bei denen wahrscheinlich die Hoffassaden der ersten Vorburg verändert und der Wassergraben zwischen Vorburg und Herrenhaus verfüllt wurde. Im Dezember 1769 erfolgte der Verkauf der gesamten Anlage an den Baron Léonard Bernard de Hayme de Houffalize, den Bürgermeister von Lüttich, der 1774 grundlegende Veränderung am Schloss vornehmen ließ. Unter anderem wurde der Ostflügel des Schlosses niedergelegt und der Nordost-Turm mitsamt der darin befindlichen Schlosskapelle, der noch 1732 auf einer Karte verzeichnet worden war, abgerissen. Léonard Bernard de Haymes Architekt war vermutlich Barthélemy Digneffe, der später auch die Entwürfe für das Schloss Amstenrade sowie das Hôtel de Hayme de Bomal in Lüttich (heute ein Museum) lieferte. Nachdem Léonard Bernards Nachkomme Michel de Hayme 1795 neuer Schlossherr geworden war, beauftragte er den niederländischen Baumeister Mathias Soiron mit erneuten Umgestaltungen. Sie betrafen vor allem die beiden Vorburgen und einige der noch existierenden Wassergräben, die eingeebnet wurden. Aus der gleichen Zeit stammt die geradlinige Zufahrt zum Schloss, die von Norden auf die Anlage zuführt.

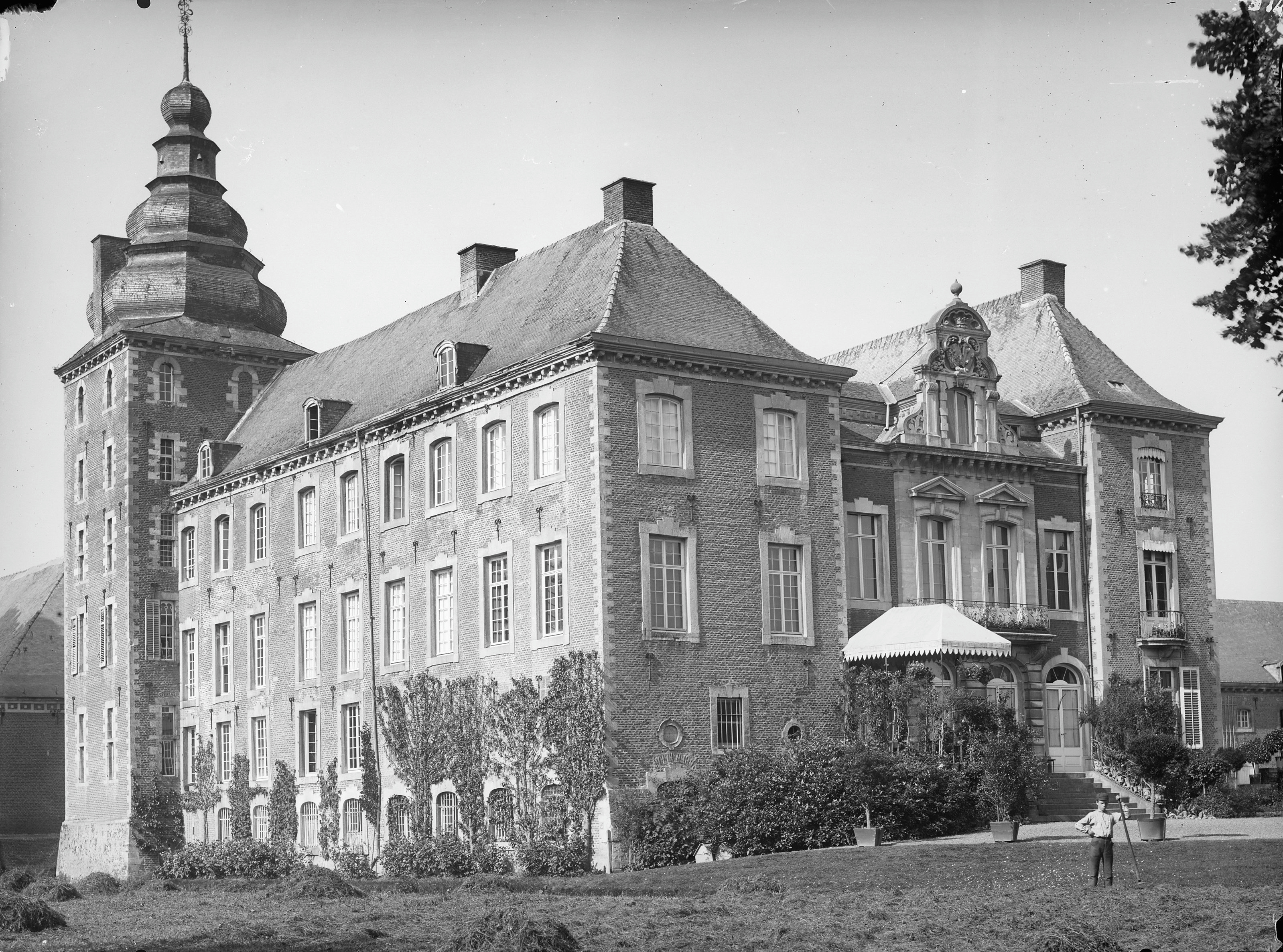
Südostansicht des Herrenhauses im Jahr 1888

Michel de Hayme war der letzte Schlossbesitzer aus seiner Familie. Nach seinem Tod im Jahr 1813 ging der Besitz durch Erbschaft an Oscar de Marchant dʼAnsembourg, den Bürgermeister von Gulpen. Er beauftragte 1838 den Landschaftsarchitekten Louis Fuchs, einen Schüler Maximilian Friedrich Weyhes, den Schlossgarten nach Plänen seines Lehrmeisters aus dem Jahr 1808 zu einem englischen Landschaftspark umzugestalten, in dem eine neugotische Kapelle erbaut wurde. 1843 war der Park fertiggestellt. Außerdem ließ der Schlossherr um 1854 die seit 1774 offene Ostseite des Schlosses durch einen neuen Flügel wieder schließen. Die Pläne dazu stammten von dem Brüsseler Architekten Victor Evrard. Die vier Gebäudetrakte umschlossen nun wieder einen Innenhof, den Evrard mit einer Glaskuppel überdecken ließ. Der auf diese Weise neu geschaffene Raum wurde als Wintergarten und Esszimmer genutzt. 1856 wurde zudem der Landschaftsgarten noch einmal durch Louis Fuchs zu seiner heutigen Form überarbeitet.
Nach dem Tod Oscar de Marchant dʼAnsembourgs im Jahr 1887 folgte ihm sein Sohn Iwan als Schlossherr nach. Er hinterließ den Besitz 1915 seinem zweitgeborenen Sohn Rudolf, unter dem das Interieur des Schlosses in den 1920er Jahren noch einmal überarbeitet wurde. In der Zeit des Zweiten Weltkriegs wurde das Herrenhaus des Schlosses als Internat der Jesuiten genutzt, während die Schlosseigentümer einige Nebengebäude bewohnten. Anschließend diente es der US-Armee als Hauptquartier. Ab 1951 erfolgten Restaurierungen und Instandsetzungsarbeiten an dem derweil heruntergekommenen Schloss, die nach dem Tod von Rudolf de Marchant dʼAnsembourg im Februar 1952 durch seine Witwe Christine, geborene Freiin von Loë, weitergeführt wurden. Am 2. April 1959 verkaufte sie über 57 Hektar des zum Schloss gehörenden Grundbesitzes für 200.000 Gulden an den niederländischen Staat. Das Herrenhaus war bereits seit 1953 für 9000 Gulden pro Jahr verpachtet und wurde als Luxushotel und Restaurant geführt. Seit dessen Schließung in den 1970er Jahren steht das Schloss leer und ist unbewohnt. Der Eigentümer aus der Familie Dassen und die zuständige Denkmalschutzbehörde konnten sich lange Zeit nicht über notwendige Baumaßnahmen einigen. Seit Juni 2004 findet eine Restaurierung der Anlage statt, die seit dem Dezember 2004 als Ensemble unter Denkmalschutz steht. Nach einer neuen Nutzungsmöglichkeit wird noch gesucht.

## Beschreibung

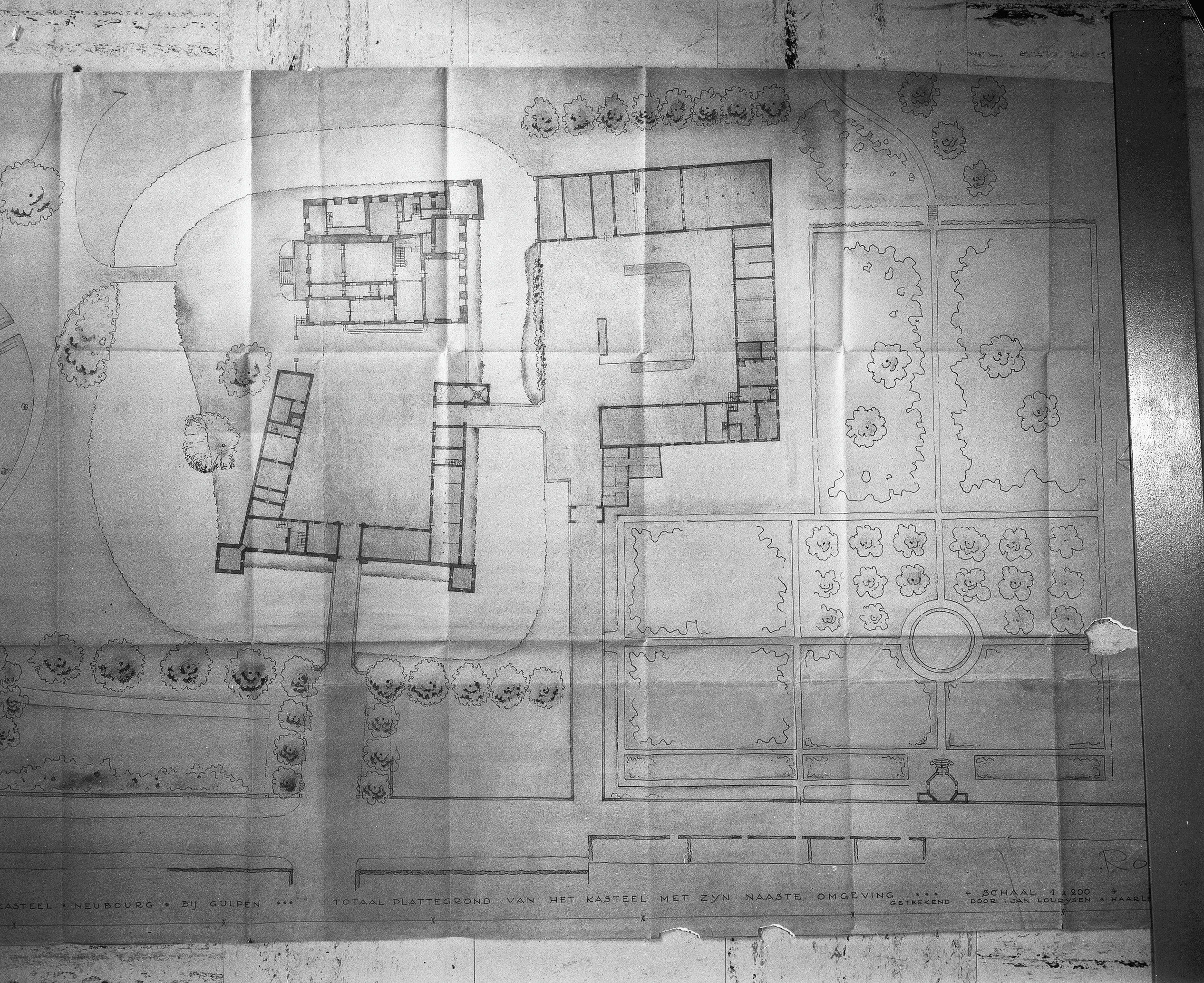
Lageplan des Schlosses, die Südseite ist am oberen Rand

Schloss Neuburg ist eine dreiteilige Anlage, bestehend aus einem vierflügeligen Herrenhaus und zwei Vorburgen, die sich westlich und nördlich vom Haupthaus befinden. Das Schloss liegt südlich der Maastrichterlaan von Maastricht nach Aachen im Tal der Gulp am linken Ufer des Flusses. Seine Gebäude sind von einem großen englischen Landschaftsgarten umgeben.

### Architektur
Das Haupthaus der Schlossanlage ist eine geschlossene Vierflügelanlage aus Backstein, deren Trakte einen Innenhof umschließen. Nord-, West- und Südflügel besitzen drei Geschosse, der später errichtete Ostflügel ist hingegen nur zwei Geschosse hoch. Abgeschlossen ist das Gebäude mit einem schiefergedeckten Walmdach. An seiner Südwest-Ecke steht ein Vierecksturm mit einer barocken Haube, der in der Zeit um 1640 auf älteren Fundamenten errichtet wurde. Das Gebäude besitzt Eckquaderungen aus Blaustein und ein Traufgesims aus Mergel. Die großen, rechteckigen Fenster im Louis-seize-Stil sind von Hausteinfassungen gerahmt und vermutlich das Resultat eines Umbaus unter Johann Conrad Schlaun im 17. Jahrhundert, als sie die früheren Kreuzstockfenster ersetzten. Die älteste Bausubstanz findet sich im Kellergeschoss des Süd- und Westflügels. Dort sind die Mauern zum Teil über 1,5 Meter dick und stammen vielleicht noch vom Vorgängerbau aus dem 14. Jahrhundert. Zwischen den fünf mittleren Achsen der nördlichen Außenfassade finden sich über die gesamte Gebäudehöhe vier Pilaster. Die mittleren drei Achsen nehmen im Erdgeschoss zweiflügelige Rundbogentüren auf. Die darüber liegenden Rechteckfenster im ersten Geschoss sind höher als die übrigen Fenster dieser Seite und besitzen niedrige Gitter im Louis-quinze-Stil, welche die bekrönten Initialen Léonard Bernard De Haymes (LBDH) zeigen. Die beiden mittleren Achsen der vierachsigen Außenfassade des Ostflügels sind durch einen flachen Mittelrisalit mit Schweifgiebel besonders betont. Im Giebelfeld findet sich das Allianzwappen Oscar de Marchant dʼAnsembourgs und seiner Frau Léonie von Wendt-Holtfeld. Das Erdgeschoss des Risalits ist rustiziert. Eine kleine Freitreppe führt zu den beiden mittleren Rundbogenfenstern im Erdgeschoss hinauf. Die beiden darüber liegenden Rechteckfenster im Obergeschoss sind von Dreiecksgiebeln bekrönt und besitzen einen kleinen gemeinsamen Balkon, der von einem filigranen Gitter abgeschlossen ist.

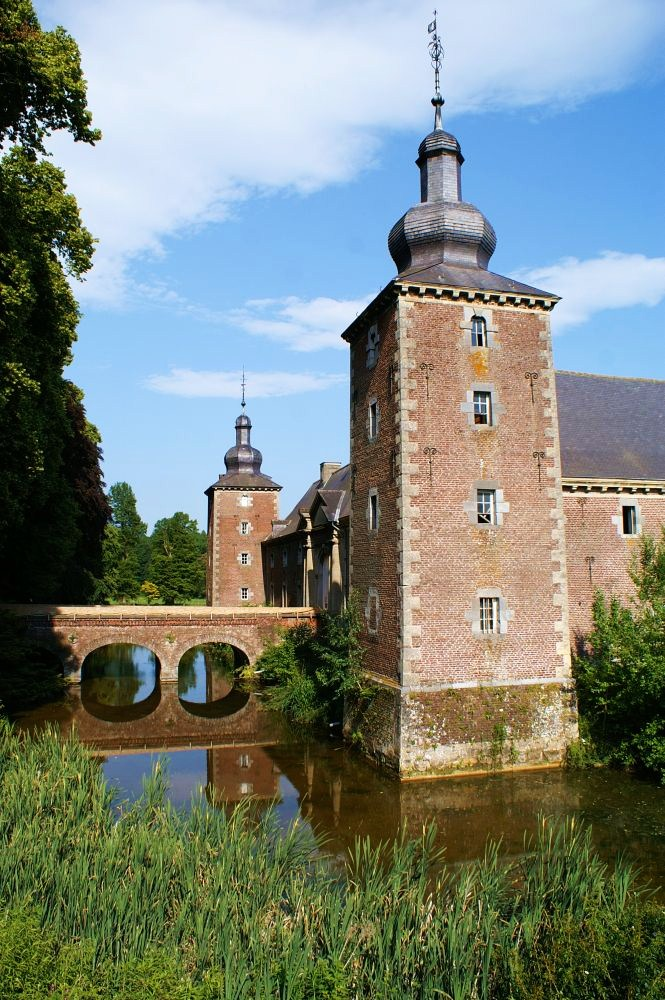
Nördliche Vorburg, Ansicht von Nordwesten

Die beiden Vorburgen der Anlage liegen im Norden und Westen des Herrenhauses. Sie wurden wie das Hauptschloss um 1640 errichtet, aber um die Wende vom 18. zum 19. Jahrhundert unter Michel de Hayme durch Mathias Soiron verändert. Die westliche Vorburg besitzt eine zum Herrenhaus offene U-Form. Bei ihrem Bau kamen Backstein für das zweigeschossige Mauerwerk und Mergel für dekorative Elemente wie Eckquaderungen und Friese zum Einsatz. In der feldseitigen Westmauer finden sich noch Schießscharten. Zugang gewährt ein Torbau an der Nordost-Ecke mit rundbogiger Tordurchfahrt und abgeknicktem Walmdach. Er wurde nach Entwürfen Mathias Soirons errichtet.
Die nördliche, an drei Seiten von einem Wassergraben umgebene Vorburg ist ein dreiflügeliger Komplex, der einen trapezförmigen Innenhof umschließt. Die offene Seite seiner U-Form zeigt zum südlich gelegenen Herrenhaus. Die Vorburg wurde im zweiten Viertel des 17. Jahrhunderts unter Verwendung älterer Bausubstanz errichtet und nahm Ställe, eine Brauerei und weitere Wirtschaftsräume auf. Ihre drei Trakte sind dreigeschossig und von einem schiefergedeckten Walmdach abgeschlossen. Das Mauerwerk besteht aus Backstein, für Fenster- und Türrahmungen sowie Eckquaderungen wurden Mergel und Kalkstein verwendet. Der Westflügel besitzt – wie die westliche Vorburg – Schießscharten. Von dort führt eine Bogenbrücke zur zweiten Vorburg. Das dazugehörige Tor wurde nach Entwürfen Mathias Soirons errichtet. Gleiches gilt für das Portal aus Mergel in der Mitte des Nordflügels, auf das eine über 370 Meter lange, gerade Allee mit Eichen- und Lindenpflanzungen am Rand zuführt. Sie endet an einer vorgelagerten, dreibogigen Brücke aus Ziegel. Die Rundbogendurchfahrt des Portals ist an der nördlichen Außenseite von gekuppelten dorischen Säulen flankiert und von einem Dreiecksgiebel bekrönt. An der zum Hof gelegenen Südseite sind die Doppelsäulen durch Lisenen aus Backstein ersetzt. Der Torbau besitzt einen quadratischen Dachaufsatz aus Holz mit Zifferblättern und kleinem Pagodendach. An beiden Ecken des Nordflügels, in dessen östlichem Teil sich früher das Brauhaus des Schlosses befunden hat, stehen viergeschossige Ecktürme mit barocken Schieferhauben. Der westliche von ihnen ist von einer Wetterfahne mit den Initialen Michel de Haymes (MDH) bekrönt. Im Westflügel lagen einst die Ställe. Neben dem Tor zur westlichen Vorburg steht eine Kapelle, die allerdings jünger als die übrigen Bauten ist und erst nach 1829 errichtet wurde.

### Innenräume

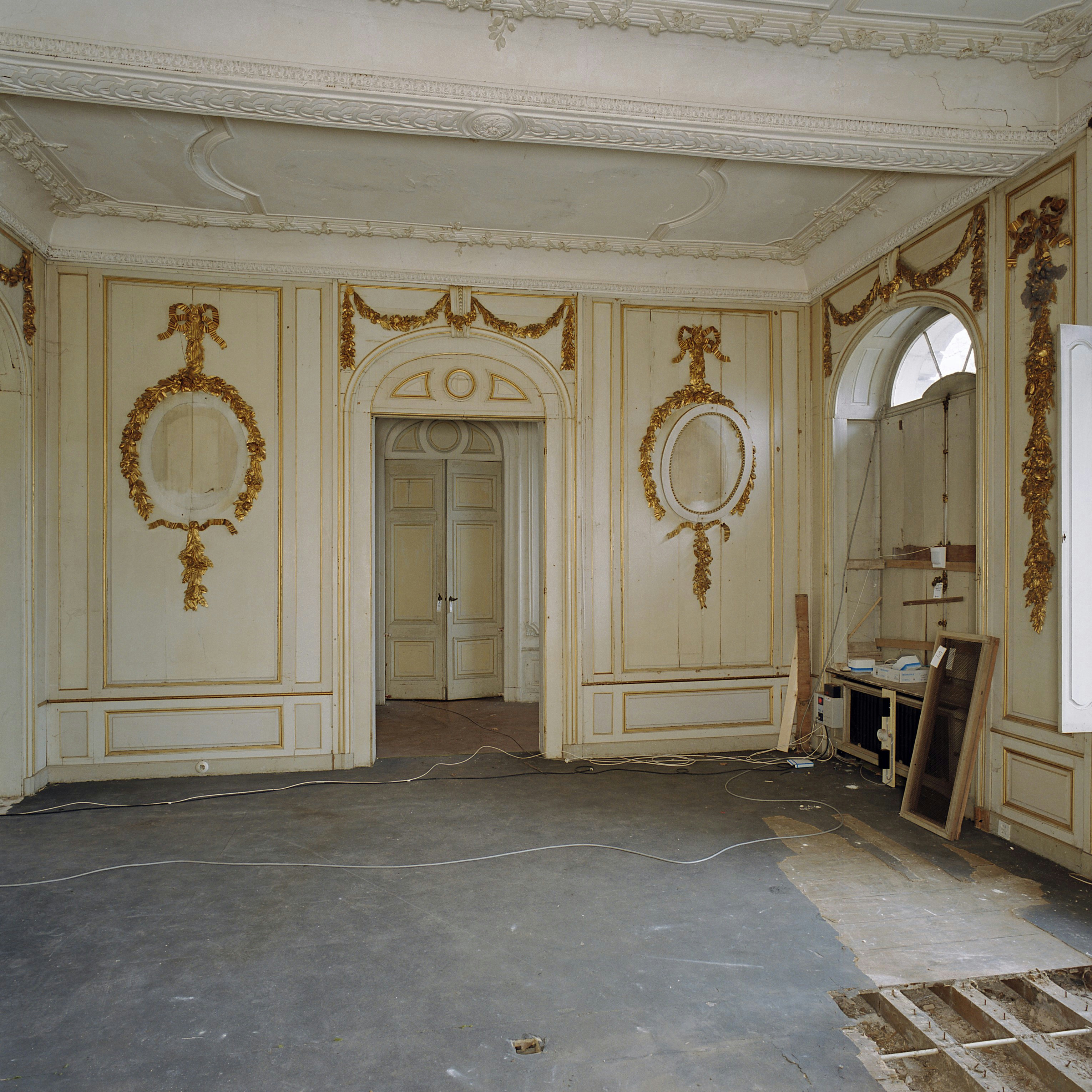
Der Goldene Saal

Im Inneren ist trotz langem Leerstand, fehlender Instandhaltung und allmählichem Verfall noch viel der historischen Innenausstattung des Schlosses erhalten. Das zentrale Treppenhaus besitzt noch seine breite Holztreppe mit schmiedeeisernem Geländer im Stil Louis-seize. Die Stuckdecke in diesem Raum stammt aus dem 19. Jahrhundert, während andere Decken des Gebäudes noch Stuckdekorationen im Stil Louis-quinze aufweisen. Diese stammen möglicherweise vom Schlaunschen Umbau. Der gleiche Kunststil ist an drei roten und einem schwarzen Marmorkamin zu finden. Ein Kamin aus rotem und weißem Marmor im Stil Louis-seize und drei kleinere Kamine im Régencestil und sind ebenfalls noch erhalten, genauso wie einige Supraporten aus dem 18. Jahrhundert, die Porträts, Landschaften und mythologische Szenen zeigen. Einer der insgesamt noch recht gut erhaltenen Räume ist der im Erdgeschoss befindliche Goldene Saal, ein Salon im Empirestil mit goldverzierter weißer Täfelung. Im südwestlichen Eckturm aus dem 17. Jahrhundert sind Reste einer hölzernen Wendeltreppe und zwei Türen aus der Erbauungszeit des Turms zu finden.

### Schlosspark und -garten

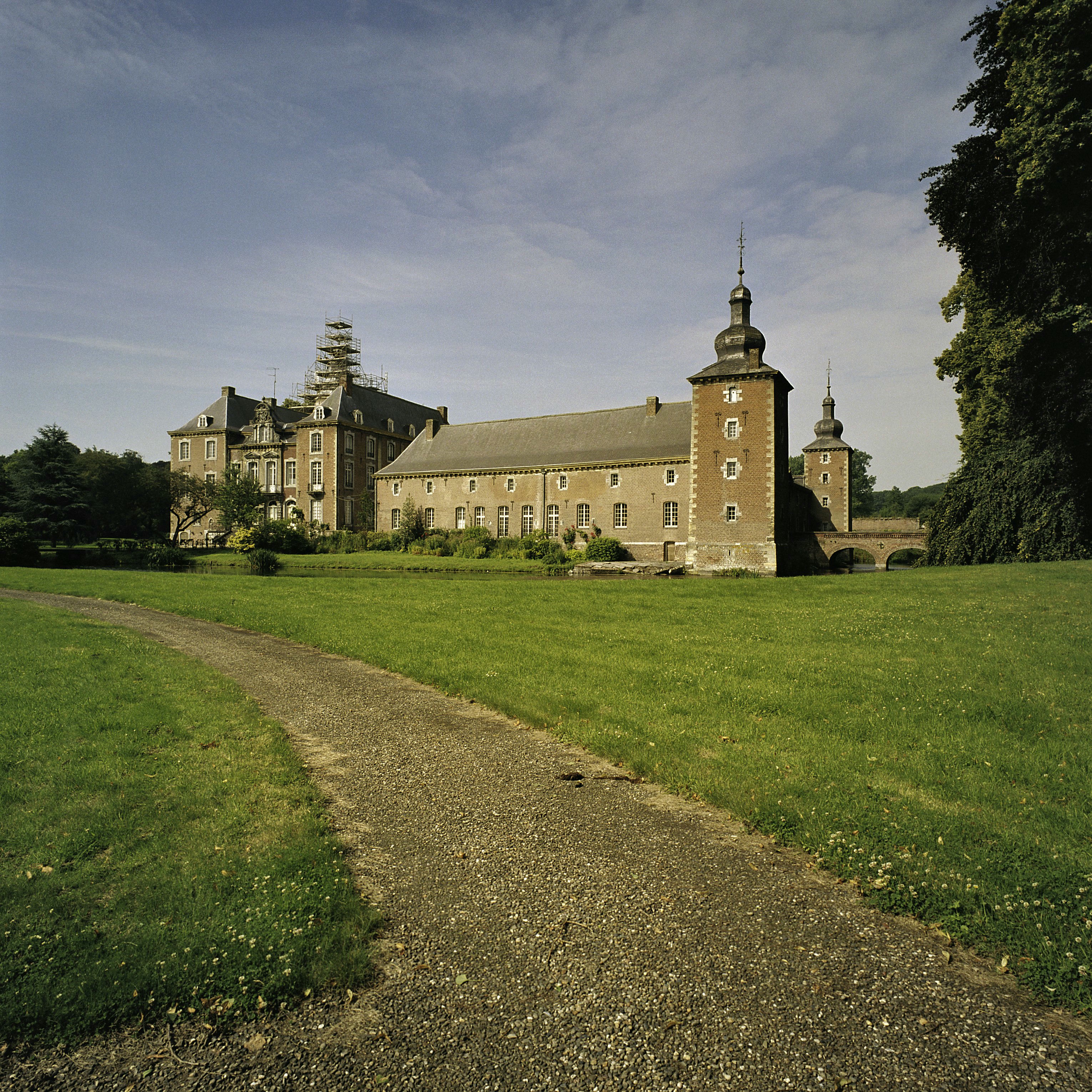
Schlosspark und Herrenhaus

Schloss Neuburg ist im Süden und Osten von einem 32 Hektar großen, durch Maximilian Friedrich Weyhe entworfenen Landschaftspark umgeben. Er wird von der Gulp durchflossen, die nicht nur den Schlossgraben speist, sondern in die Gestaltung des Parks mit einbezogen wurde. Südlich der Schlossanlage wurde sie in der ersten Hälfte des 19. Jahrhunderts zu einem künstlichen Wasserfall aufgestaut. Am Ufer des Flusses steht im südöstlichen Bereich des Parks eine kleine, neugotische Kapelle aus Ziegelmauerwerk, die zeitgleich mit dem Schlosspark entstand. Zu dem erhaltenen Baumbestand des Parks zählen zahlreiche alte Buchen und Gruppen von Nadelbäumen. Früher gab es dort auch viele Nussbäume. Besonders bemerkenswerten Bäumen sind dabei eine über 30 Meter hohe Rotbuche mit einem Stammumfang von über sechs Metern, eine Echte Sumpfzypresse mit einem Stammumfang von fast 6,90 Metern und eine nahezu 37 Meter hohe Holländische Linde.
Nordwestlich des Schlosses liegt der Bereich des ehemaligen barocken Gartens, der nach französischen Vorbildern symmetrisch angelegt war. Im Norden und Westen ist er von einer hohen Mauer abgeschlossen. Angelehnt an diese Mauer steht am nördlichen Endpunkt der einstigen Mittelachse ein achteckiger Gartenpavillon aus dem frühen 18. Jahrhundert, der Laurenz Mefferdatis zugeschrieben wird. Das Mauerwerk seiner zwei Geschosse aus rotem Backstein kontrastiert mit dem hellen Mergel, der für horizontale Bänder, Gesims und Eckquaderungen verwendet wurde. Abgeschlossen ist der Bau von einer birnenförmigen Haube mit Schieferdeckung. Dem Pavillon schließen sich entlang der Mauer nach Osten und Westen zwei Anbauten mit Walmdächern an. Daneben steht ein bereits stark verfallenes Gewächshaus aus der Zeit um 1900. Mit seinem Pultdach lehnt es sich ebenfalls an die nördliche Gartenmauer an.